# 卢米奥
卢米奥（法語：Lumio，法語發音：[lumjo]）是法国上科西嘉省的一个市镇，属于卡尔维区。

## 地理
卢米奥（42°34'42"N, 8°50'0"E）面积19.18 平方千米，位于法国上科西嘉省，该省份位于科西嘉北部，后者为地中海西部的一座岛屿，也是法国的一个单一领土集体，位于法国大陆部分的东南面，意大利半島的西面，最临近的地块是撒丁岛。
与卢米奥接壤的市镇（或旧市镇、城区）包括：蒙泰格罗索、卡尔维。

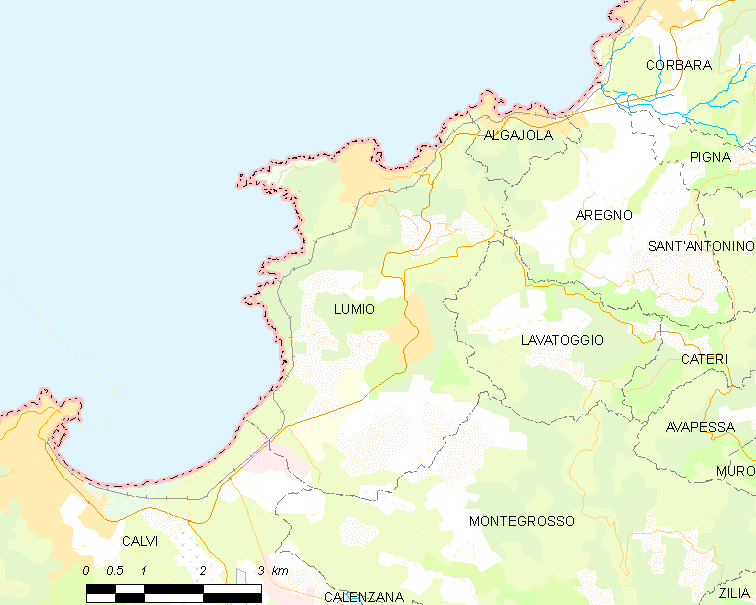
卢米奥的OSM定位图

卢米奥的时区为UTC+01:00、UTC+02:00（夏令时）。

## 行政
卢米奥的邮政编码为20260，INSEE市镇编码为2B150。

## 政治
卢米奥所属的省级选区为卡尔维县。

## 人口

1962-2008年间卢米奥人口变化图示

卢米奥于2022年1月1日时的人口数量为1189人。